# Позориште Бора Станковић
Позориште Бора Станковић је позориште у Врању, основано 1997. године, које наставља традицију позоришне сцене у Врању која датира од 1896. године. 

## Историја
Прва позоришна представа у Врању је приказана 30. јануара 1896. године, Његошев Горски вијенац у режији Радоја Домановића, ондашњег професора Гимназије у Врању. За време Другог светског рата, 5. октобра 1942. године, у Врању је установљено Позориште грађанске касине, када у Врању почиње организовани позоришни живот.
Окружно народно позориште у Врању основано је 27. априла 1946. године и успешно је радило до 31. јануара 1954. године. Потом је уследио период успешног деловања аматерског позоришта, са сталним репертоаром, бројном публиком и наградама на републичким и југословенским фестивалима. Поред бројних награда и признања позориште је добило и Вукову награду и Орден заслуга за народ са сребрним зрацима.

### Позориште Бора Станковић
Позориште Бора Станковић је 5. септембра 1997. године постало професионално и поново се придружило породици професионалних театара Србије. Своје највеће успехе доживело је док га је водио редитељ и глумац Радослав Радивојевић, у периоду од 1972. до 2009. године. Од малог паланачког ансамбла створио је респектабилан професионални театар, који је 2003. године представом Кривово, по тексту Радосава Стојановића и у режији Југа Радивојевића, био апсолутни победник на Сусретима професионалних позоришта Србије Јоаким Вујић. Радивојевић је незаоблазно име у културном животу Врања: 1979. године је покренуо Борине позоришне дане, који трају и данас, и водио их пуних 28 година. За то време пред врањском публиком приказано је преко 400 представа, а учествовала су бројна позоришта из наше земље и иностранства. Уз то, написао је и обимну историју позоришног живота града под Пржаром – Позоришни живот Врања, 1987. године.
Позоришни живот у Врању одвија се у згради коју је 1892. године изградио врањански трговац Јанча Јовановић. И данас се сала и сцена налазе на истим темељима, а нови део и адаптација урађени су 1993. и 1998. године.
У пожару који се догодио 2. јула 2012. у раним јутарњим часовима, позоришна зграда је изгорела.